# Albert Noël
Pour les articles homonymes, voir Noël (homonymie).
Albert Noël est un homme politique français né le 8 avril 1863 à Haucourt-Moulaine (à l'époque en Moselle) et décédé le 21 avril 1950 à Perpignan (Pyrénées-Orientales).

## Biographie
Fils d'un employé de forge de Hayange, il commence ses études dans le collège de Sierck puis après 1875, il les termine à Nancy à la La Malgrange puis à la faculté de Droit. En 1887, il s'installe à Verdun comme avocat puis avoué en 1889. Il est élu conseiller municipal de Verdun en 1896, renouvelé en 1900. Il devient ensuite conseiller d'arrondissement en 1901 avec un large avantage. Cependant en 1902, les nationalistes réussissent à prendre le siège du député Louis Prud'homme-Havette et Noël perd son siège au conseil municipal en 1904. Il devient cependant président de l'arrondissement de Verdun en 1905 et l'animateur des comités républicains. Il est veut d'abord se présenter en 1906 pour la députation mais cède sa place à Charles Humbert qui parvint à être élu.   
L'année suivante, il est élu conseiller général du canton de Fresnes-en-Woëvre, cédant sa place dans l'arrondissement de Verdun. Après le passage au Sénat de Humbert il le remplace en 1908 jusqu'en 1919, inscrit au groupe de la Gauche radicale. En 1914, il dût s'opposer au général Charles-Arthur Maitrot lui-aussi candidat à Verdun, mais parvint à le défaire. Il s'inscrit alors dans le groupe des républicains de gauche. Il est assez actif, proposant plusieurs lois. Cependant en 1919, il ne se représente pas aux législatives, pensant probablement devenir sénateur pour remplacer Humbert alors qu'il est en jugement pour commerce avec l'ennemi, dont il sort finalement acquitté. En novembre 1919, Henry Ferrette retrouve son siège, Maginot, après la mort de Jules Develle, fabrique une liste commune aux sénatoriales composée de Pol Chevalier, René Grosdidier (sénateur sortant) et Noël. Durant le premier tour, Chevalier et Grosdidier sont élus tandis que le troisième siège est toujours en jeu entre Noël et deux candidats conservateurs. Maginot fait alors appel à Raymond Poincaré qui devient candidat et tous les candidats se retirèrent du second tour. Restant élu local, il devient juge au tribunal de la Seine en 1920.
Il cherche en 1924 à rentrer au Sénat alors qu'il y avait de nombreux candidats, dont deux sortants, Poincaré et Chevalier. Noël arrive quatrième au premier tour. Trois candidats se désistent pour lui, le cinquième Louis Revault, l'ancien préfet Pol Honnoré, avant dernier, et le radical-socialiste Roussel, dernier. Au second tour, Georges Lecourtier est cependant en tête, suivi par Noël et enfin le dernier candidat Victor Schleiter, de droite, qui se désiste pour Noël qui ne parvient cependant pas à gagner le troisième tour. Noël renonce à sa carrière politique, ne se représente pas lors des élections cantonales en 1925. Il s'éloigne de l'union nationale de Maginot et Poincaré en assistant en 1924 à la fondation de la Fédération républicaine radicale et radicale-socialiste de la Meuse. Il prend sa retraite de magistrat en 1937 alors qu'il est vice-président du tribunal civil de la Seine et quitte Paris pour Verdun. Fuyant la guerre en 1940, il s'installe à Perpignan où il meurt en 1950.

## Sources
- « Albert Noël », dans le Dictionnaire des parlementaires français (1889-1940), sous la direction de Jean Jolly, PUF, 1960 [détail de l’édition]
- Les députés d'Argonne pendant la Grande Guerre, par Daniel HOCHEDEZ; Revue Horizons d'Argonne; n° 96 ; juin 2019; pages 39-68;http://centretudargonnais.org/HorizonArgonne96.pdf
- Dir. Jean El Gammal, François Roth et Jean-Claude Delbreil, Dictionnaire des Parlementaires lorrains de la Troisième République, Metz, Serpenoise, 2006 (ISBN 2-87692-620-2, OCLC 85885906, lire en ligne), p. 239-240